# Ouadi Toumilat
Le ouadi Toumilat (en égyptien ancien Tjeku, Tscheku, Tju ou Tschu) est une vallée fluviale asséchée en Égypte, un oued de cinquante kilomètres de long, à l'est du delta du Nil. Dans la préhistoire, c'était un défluent du Nil, ou même un ancien bras du Nil. Partant du fleuve, il va vers l'est jusqu'à la zone de l'actuelle ville d'Ismaïlia.
Dans l'Antiquité, c'est une voie commerciale majeure pour le passage des caravanes entre l'Égypte et les régions orientales. Le canal des pharaons y est construit, mais doit être reconstruit et remis en eau à plusieurs reprises, notamment par Darius Ier qui en commémore l'œuvre par des stèles multilingues. 
Le nom arabe Ouadi Toumilat pourrait refléter l'existence, dans l'Antiquité, d'un important temple au dieu Atoum (ancien pr-itme égyptien, maison d'Atoum, déformé en « Toumilat », comme dans « Pithôm », également sur le site). 
Le site archéologique du ouadi Toumilat fait l'objet de plusieurs campagnes de fouilles qui se poursuivent au XXIe siècle. Des vestiges préhistoriques ont été découverts, de la période « levalloisienne ». De nombreuses tombes de la période prédynastique et du début de la période dynastique ont été mises au jour, ainsi que de périodes plus tardives. 
Au XXIe siècle, un peu d'eau coule encore le long de cet oued. 

## Préhistoire
Des vestiges préhistoriques sont découverts dans le ouadi Toumilat, qui était un bras du Nil pendant la préhistoire. Ces vestiges sont trouvés dans la basse terrasse de l'oued Toumilat, à 1 700 m au nord du village d'Abu-Suwair. Ils étaient dans les graviers de cette terrasse. L'outillage retrouvé est constitué de galets de silex de petite taille, mesurant entre cinq et sept centimètres de longueur.
Selon la paléontologue G. Caton-Thomson, il s'agit là d'une industrie de l'« épi-levalloisien ». Selon S. A. Huzzayyin en revanche, il s'agirait plutôt là du « levalloisien attardé ». Plus de cinq cents outils sont ainsi découverts, ainsi que beaucoup d'éclats. Les caractéristiques de ces formes d'outil sont comparables à ce qui est retrouvé nettement plus au sud, dans la haute vallée du Nil.

## Histoire antique

Le canal des pharaons (en rouge) est creusé sur le trajet du ouadi Toumilat.

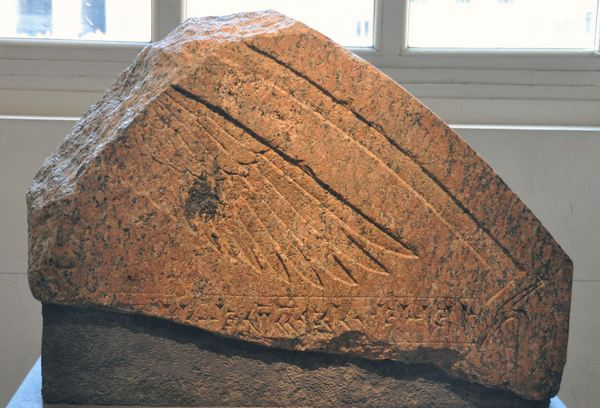
Stèle retrouvée au ouadi Toumilat, commérant la réussite des travaux de Darius Ier.

Le ouadi Toumilat conserve les ruines de plusieurs anciens établissements humains. Le plus ancien site archéologique fouillé est celui de Kafr Hassan Dawood, qui date de la période prédynastique jusqu'au début de la période dynastique. Les fouilles mettent au jour 1 300 tombes, ce qui représente le plus vaste site funéraire connu pour cette période. 
Dans cinquante-six tombes fouillées, les os et squelettes exhumés donnent des renseignements sur l'alimentation et la santé des aliments de l'époque, mais ces renseignements restent à confirmer avec une analyse plus large. Plus de sept cents objets gravés renseignent également sur cette période des débuts de l'Égypte antique. 
Plus tard, le fameux « canal des pharaons » est creusé le long du ouadi Toumilat. Il a pour objectif d'assurer la liaison entre le Nil et la mer Rouge, préfigurant ainsi le canal de Suez. La construction initiale de ce canal date probablement de la XIIe dynastie, et serait due au pharaon Sésostris III, au XIXe siècle avant notre ère. Des preuves documentaire attestent son existence au moins à l'époque du règne de Ramsès II, mais il est abandonné ensuite. 
Le pharaon Nékao II, de la XXVIe dynastie, lance les travaux de reconstruction et de remise en eau du canal, mais ne termine pas les travaux. Selon Hérodote qui décrit le tracé du canal, Nékao II a interrompu les travaux sur les conseils d'un oracle,.
Le roi de Perse Darius Ier le Grand, grand roi de l'Empire perse et dominant l'Égypte, reprend les travaux du canal dans le ouadi Toumilat, et les mène à bonne fin. Il commémore son œuvre en faisant graver plusieurs stèles d'inscriptions multilingues, qui sont retrouvées au XIXe siècle le long du ouadi Toumilat.
À la fin de la période du Nouvel Empire égyptien, un site habité est solidement fortifié à Tell el-Retabah. Plus tard, à l'époque de la XXVIe dynastie (ou période saïte), la principale colonie et le fort sont déplacés vers l'est à Tell el-Maskhuta, à douze kilomètres à l'est.

## Histoire moderne
Vers 1820, Méhémet Ali, le gouverneur ottoman d'Égypte, a amené cinq-cents Syriens dans l'oued et les a équipés d'animaux et de main-d'œuvre pour construire mille roues persanes pour la culture de mûriers pour la sériciculture. Le système d'irrigation a été réparé en nettoyant et en approfondissant les canaux existants. Les paysans ont été forcés à travailler pour cela,.
En décembre 1884, l'égyptologue suisse Henri Édouard Naville effectue une mission d'enquête et de reconnaissance dans le ouadi Toumilat pour le compte de la Société d'exploration de l'Égypte. Il se rend à Saft el-Henneh, village où il trouve les traces d'une ville antique,.
Tell Shaqafiya dans l'oued est également associé au canal et à son fonctionnement. Le site de Tell el Gebel est principalement de la période romaine. En 1930, une équipe de l'Institut allemand du Caire a mené une mission de prospection archéologique sur ouadi Toumilat. Plus tard, quelques tombes Hyksôs ont également été découvertes dans la région de Tell es-Sahaba.

## Projet de fouilles du ouadi Toumilat
Des fouilles modernes à Tell el-Maskhuta sont effectuées par le « Projet Wadi Tumilat » de l'Université de Toronto sous la direction de John Holladay. La mission archéologique travaille sur le site pendant cinq saisons entre 1978 et 1985.
Jusqu'à trente-cinq sites d'importance archéologique sont identifiés dans l'oued. Les trois grands tell du ouadi Toumilat sont Tell el-Maskhuta, Tell er-Retabah et Tell Shaqafiya. Tell er-Retabah est étudié par l'archéologue Hans Goedicke de l'université Johns-Hopkins.